# 라우손 화합물
헤나탄닌산으로도 알려져 있는 라우손(Lawsone, 2-hydroxy-1,4-naphthoquinone)은 빨간색-오렌지 염료는 현재의 잎에서 헤나 식물(Lawsonia inermis)뿐만 아니라 부레옥잠의 꽃의 색을 나타내는 빨간색-주황색 염료이다. 인간은 5000년 넘게 라우손을 함유한 헤나 추출물을 피부나 두발 염색에 이용하였다.  라우손은 피부나 모발의 케라틴 단백질과 마이클 첨가 반응을 일으킨다. 그로 인하여 표피세포가 벗겨지거나 머리카락이 자라날 때까지 강한 영구적인 얼룩이 생긴다. 진한색일수록 라우손-케라틴 상호작용이 더 많이 발생하며 라우손 농도가 감소할 때 눈에 띄게 붕괴하며 문신이 희미해진다. 라우손은 자외선을 강하게 흡수하며 수용 추출액은 효과적으로 햇빛없이 태닝 효과를 주거나 햇빛을 차단시킬 수 있다. 화학적으로 라우손은 호두에서 추출되는 주글론과 비슷하다.
라우손은 자연상태에서 쉽게 생분해가 되기 때문에 Lawsonia inermis으로부터 라우손을 분리해내는 것은 어렵다. 분리하는 과정은 총 4단계를 거친다.
1. 1. 추출 용액을 이용하여 추출한다. (주로 NaOH 용액 사용)
2. 거대 다공성 흡착 수지를 이용한 컬럼 여과
3. 불순물을 제거하기 위해 에탄올로 헹군다.
4. 마지막으로 생성물을 동결시켜 노란색을 띠는 라우손 분말 을 분리한다.[8]

헹궈내는 동안 라우손은 밀도가 높아 아래쪽에 위치하고 엽록소 분자는 상단의 혼합물과 혼합되어 있다.
라우손은 아미노산과의 반응에서 스트래커 (Strecker) 합성과 유사한 반응할 것이라고 예상된다. 최근에는 라우손을 법의학 분야에 잠재적으로 응용하는 연구가 수행되었다. 라우손은 잠재지문 현출 시약으로 쓰이는 닌히드린과 유사성을 많이 보여 이 분야에 사용 가능한 지에 대해 연구하고 있다. 지금은 결과가 확실하지는 않지만 낙관적이다. Lawson은 1차 아미노산을 비특이적으로 표적으로 삼고 야광빛을 낸다. 이는 닌히드린과 관련된 보라색, 파란색과는 반대로 자주색, 갈색 색소를 가지고 있다. 라우손은 닌히드린이 그러하듯 배경 간섭을 피할 수 있을 만큼 충분히 높은 640nm에서 야광 발광이 최대화되기 때문에 지문 검출을 위한 시약으로서의 가능성을 보여준다.

## 관련 화합물
나프토퀴논 라우손 메탈에테르(naphthoquinones lawsone methyl ether) 및 메틸렌 바이라우손(methylene-3,3'-bilawson) 는 봉선와 잎의 활성 화합물이다.